# Мухаммад ібн Бугург-Умід
Мухаммад ібн Бугург-Умід (перс. محمد بن بزرگ امید; нар. 1097 — 20 лютого 1162) — 3-й да'ї (проповідник-володар) і худжат (намісник імама) Аламутської (Нізаритської) держави у 1138—1162 роках.

## Життєпис
Походив з дейлемітів. Син нізарита Кії Бузург-Уміда. Народився 1097 року. 1104 року разом з родиною перебирається до замку Ламбсар. З середини 1110-х років разом з батьком бере участь у битвах, зокрема 1117 року витримав сельджуцьку облогу Ламбсару. 1124 року Кія стає худжатом Аламутської держави, а Мухаммад фактично його заступником у політичних та військових справах.
1138 року спадкував батькові у владі. Ця спадкоємність була беззастережно визнана громадою. Номінально затверджений прихованим імамом Хасаном Аль-Кахіром. Серед його перших заходів було вбивство у червні 1138 року вигнаного аббасидського халіфа ар-Рашида II (на мосту Шахрестан), який свого часу влаштував різанину нізаритської громади Ісфагану.
Зміг відновити вплив над нізаритською громадою Сирії. Тут у 1141 році було захоплено замок Масьяф, який відтоді став центром нізаритів. У 1143 році у відповідь на постійні напади іракських сельджуків в Тебрізі було вбито султана Дауда I.
В подальшому стало зростати невдоволення керівництвом Мухаммеда. Зокрема, молоді послідовники все частіше посилалися на вчення засновника Хасана ібн Саббаха, який оголосив про фізичну присутність («воскресіння» — кіджама) імама і, таким чином, світанок «останніх часів». Таким чином, син Мухаммеда Хасан, народжений у 1126 році, розглядався багатьма послідовниками як майбутній імам, який насправді не був його біологічним сином, а прямим нащадком Нізара. Мухаммед засудив ці пророцтва і суворо покарав тих, хто їх поширював.
Помер Мухаммад ібн Бугург-Умід 1162 року. Був похований поруч зі своїм батьком і Хасаном ібн Саббахом. Владу перебрав новий прихований імам Хасан ібн Хасан.